# Парк XIX століття (Мостиський район)
Парк XIX ст. — парк-пам'ятка садово-паркового мистецтва місцевого значення в Україні. Розташований у межах Яворівського району Львівської області, у південно-східній частині міста Судова Вишня. 
Парк закладений за проєктом інженера та ландшафтного архітектора Арнольда Рерінга, територія якого займає шість гектарів. Українськими та польськими дослідниками з 2015 року проводився пошук рідкісних рослин, засаджених Марсами на початку XX століття.
Площа 6 га. Статус надано 1984 року. Перебуває у віданні Судововишнянського СПТУ-66. 

Природоохоронний статус наданий з метою збереження парку XIX ст. як частини колишнього маєтку Яна Марса. У парку збереглися залишки будівель маєтку.

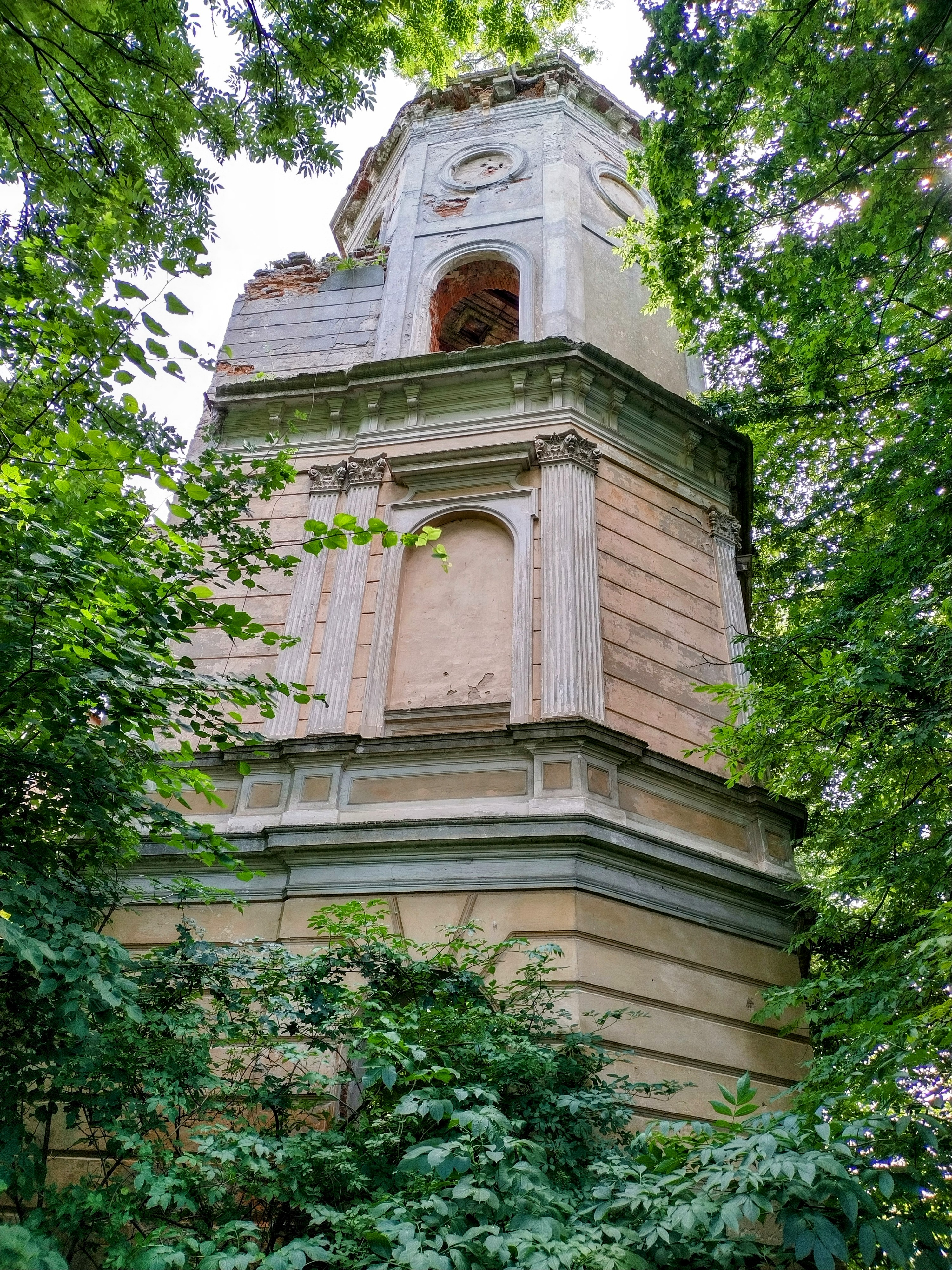
Західне крило замку